# 厄尼·哈德森
老厄尼斯特·李·「厄尼」·哈德森（英語：Ernest Lee "Ernie" Hudson Sr.，1945年12月17日—）或簡稱厄尼·哈德森（Ernest Lee Hudson），是一位美國男演員。較著名的是在《魔鬼剋星》系列電影（1984年至1989年）中飾演的溫斯頓·雷德莫爾一角。其他知名作品如電影《龍族戰神》（1994年）、《邊緣日記》（1995年）、《兇手正在看著你》（2000年）、《麻辣女王》（2000年）、《死亡遊戲》（2010年）和《漸動人生》（2014年）。
1997年至2003年，哈德森還在HBO電視劇《監獄風雲》中詮釋典獄長李歐·格林。2006年至2007年間，他於電視劇《慾望師奶》中飾演偵探雷德利一角。

## 早期生活
厄尼·哈德森出生於密西根州的班頓港。他從來不知道自己的父親是誰。母親瑪姬·唐納（Maggie Donald）在他兩個月大時死於肺結核。哈德森後來主要是外祖母艾亞娜·唐納（Arrana Donald）所帶大。
哈德森在高中畢業後直接加入美國海軍陸戰隊，但僅三個月後因哮喘而被解僱。後來他搬到了底特律。哈德森就讀韋恩州立大學後，在那開始學習寫作和表演，以及和其他年輕黑人編劇與導演合作參演他們的作品。後來，他從耶魯戲劇學院畢業。
在受Belief.net採訪時，哈德森說，他信奉著基督教，但並不認為「只有一個教會是正確的」。

## 外部連結
- 厄尼·哈德森在互联网电影资料库（IMDb）上的資料（英文）
- Ernie Hudson Interview in Dangerous Ink Magazine – 2009
- Interview (March 2008) with Ernie Hudson, by Matthew Waldram
- YouTube上的Ernie Hudson interviewed by Julian De Backer